# Хаттська мова
Ха́ттська мо́ва (заст. протохаттська, протохеттська) — мертва безписемна мова, що відома лише за вторинними джерелами. Була поширена на території північної частини центральної Анатолії до приходу туди хеттів. Внаслідок малої кількості пам'яток хаттська мова дуже погано піддається вивченню. Незважаючи на те, що дослідження ведуться вже понад 100 років, досі неможливо зробити достатньо повний аналіз і дати переклад хаттського тексту, якщо він не двомовний.

## Хатти
Імовірно, hatt- — самоназва хаттів (бо хетти називали цю мову hattili, «по-хаттськи»), яка пізніше була перенесена на анатолійські етноси і мови.
Доля етносу достеменно не відома, але є всі підстави вважати, що хатти були не винищені хетами, а асимільовані ними. Традиційно вважається, що хаттська мова вимерла у давньохеттську добу (бл. 1680–1500 до Р. Х.), однак у документах хетського архіву знаходяться деякі свідчення, що окремі групи носіїв мови існували й в новохеттський час.
Хатти зробили винятково великий вплив на хеттську культуру давньохеттського періоду. Зокрема, майже весь культ виявився запозиченим у хаттів.

## Класифікація
Генеалогічна приналежність хаттської мови не встановлена.
Існують гіпотези про спорідненість з абхазо-адизькими мовами, а також до гіпотетичної сино-кавказької макрородини.

## Корпус текстів

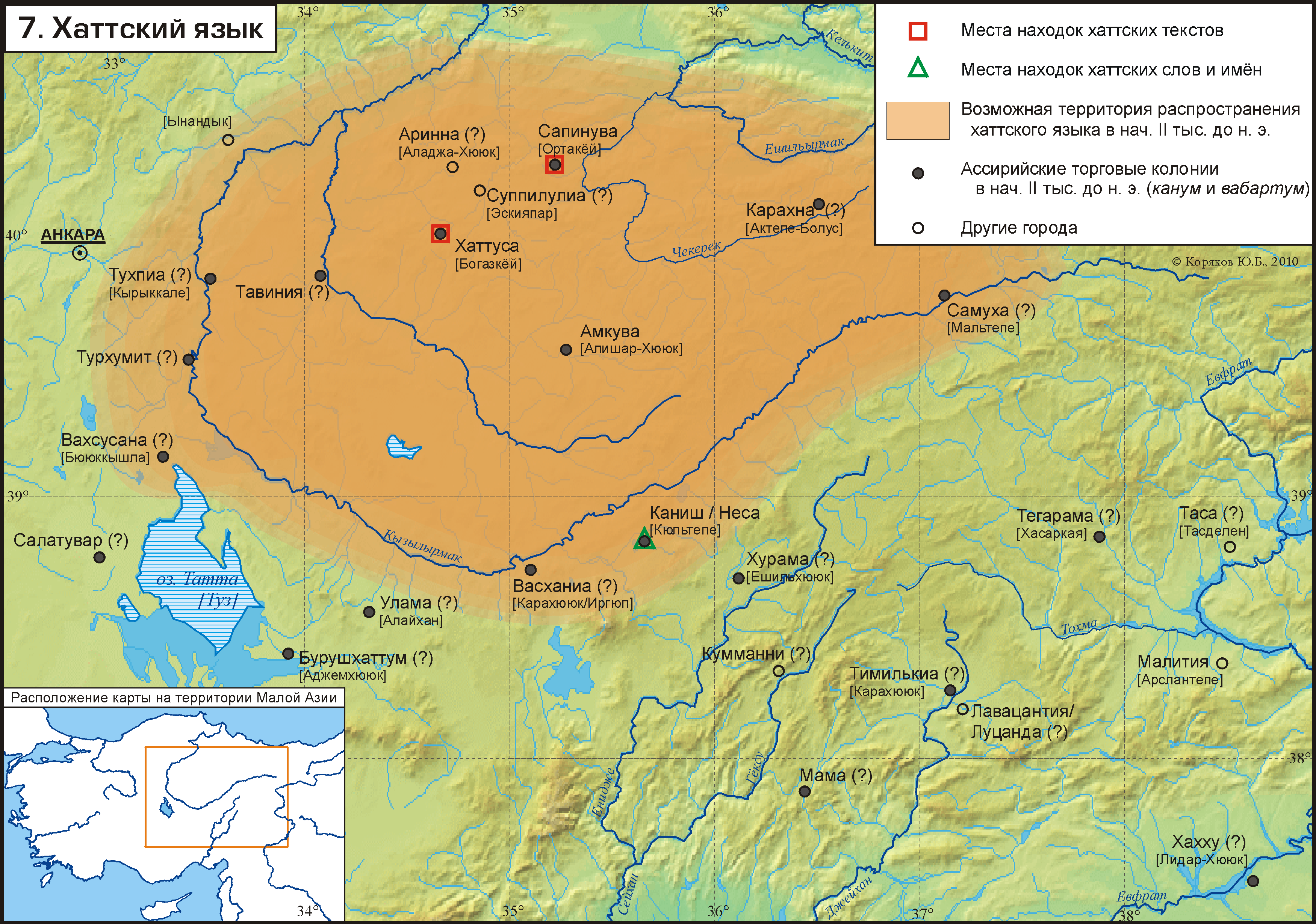
Приблизне поширення хаттської мови на поч. II тис. до н. е.

Хаттська мова дійшла до нас лише на глиняних клинописних табличках, що належать до 17-18 століття до Р. Х. і написані, мабуть, не носіями хаттської мови, а хеттськими або лувійськими писарями. Основна частина пам'яток походить з архіву хетської столиці Хаттуси (суч. Богазкей), майже всі ці документи (близько 500 одиниць) опубліковані.
Наприкінці 1980-х років було виявлено хеттсько-хурритський культовий центр Сапінува (суч. Ортакей), де поряд з хеттськими і хурритськими текстами виявилися і таблички хаттською (близько 45 одиниць; основна частина цього корпусу тільки готується до публікації).
У каталозі Е. Лароша (1971) власне хаттські тексти займають діапазон CTH 725–745, причому більшість текстів відомо зараз в кількох копіях і (або) варіантах. Низка коротких хаттських пасажів (зазвичай пряма мова жерця) міститься в хетських текстах, що відносяться до інших номерів за Ларошем. Як і інші частини архівів Хаттуси і Сапінуви, ці таблички виявлені пошкодженими, тобто всі відомі нам документи хаттської мови фрагментарні.
Майже всі тексти хаттською — це описи ритуалів і релігійних свят (або ж тільки рецитації всередині описів ритуальних дій, складених хеттською), молитви і міфи. Кілька десятків хаттських назв проникло в хеттську мову (переважно це термінологія, пов'язана з відправленням культу та інститутом царської влади, а також, що важливо, слово «hapalki» — «залізо»).
Серед текстів, що збереглися, є низка хаттсько-хеттських білінгв, завдяки яким і можна скласти певне уявлення про хаттську мову.
Палеографічно хаттські тексти або хеттські тексти, що містять хаттські пасажі, належать до всіх періодів, починаючи з давньохеттського часу до новохеттської імперії (17-13 століття до Р. Х.). Більша частина таблиць написана новохеттським дуктусом, і неясно, чи потрібно вважати, що все це пізніші копії оригіналів, що належать до найдавнішого періоду хеттської писемності, чи припускати продовження хаттської письмової традиції і в новохеттський час.
Якщо для давньохеттського періоду вважається, що хаттські тексти були зрозумілі переписувачам, які їх записували, то для пізнішого часу можна визнати, що багато з хеттських переписувачів вже не володіли хаттською (цей факт пояснюється зміною загального культу під хурритським впливом у середньохеттський період). Часто дослідники змушені вважати, що текст був скопійований механічно і зі спотвореннями (іноді сам писар в колофоні згадує про зміни оригінального тексту), що серйозно ускладнює завдання дослідника і відкриває можливість певної наукової сваволі.

## Лексика
Нині вдається постулювати вже понад 300 хаттських лексем (або коренів), але тільки менш як у 200 з них встановлюється хоча б приблизне значення. Далеко не для всіх засвідчених форм ми можемо запропонувати хоч якийсь морфологічний аналіз.

## Клинопис
Для хаттських текстів використовувався той же тип клинопису й ті ж принципи і прийоми письма, що і для хеттських документів. Як і в хеттській, фонетичні слова (тактові групи) поділялися пробілами; тільки на підставі цього графічного ефекту можливе говорити
про клітік.
Крім стандартного хетського набору знаків для запису хаттських текстів в клинописний інвентар були введені спеціальні лігатури з маленькими підписними знаками: WAA, WEE, WII, WUU, WUÚ, PUU, WIPÍ, WUPU (тобто / f / з наступними голосними).

### Граматики і словники
- Girbal Ch. Beiträge zur Grammatik des Hattischen (Europäische Hochschulschriften Reihe XXI, Bd. 50). Frankfurt am Main; Bern; N.Y., 1986.
- Klinger J. Hattisch // M.P. Streck (Hrsg.). Sprachen des Alten Orients. Darmstadt, 2005.
- Soysal O. Hattischer Wortschatz in hethitischer Textüberlieferung (Handbuch der Orientalistik, Abt. 1, Bd. 74). Leiden, 2004.

### Публікації текстів
- Klinger J. Untersuchungen zur Rekonstruktion der hattischen Kultschicht (Studien zu den Boğazköy-Texten, Bd. 37). Wiesbaden 1996.
- Schuster H.-S. Die Hattisch-Hethitischen Bilinguen. I. Einleitung, Texte und Kommentar. Leiden, 1974, Teil 1.
- Schuster H.-S. Die Hattisch-Hethitischen Bilinguen. II. Textbearbeitungen. Leiden, 2002, Teile 2-3.
- Soysal O., Süel A. The Hattian-Hittite Foundation Rituals from Ortaköy (I) // Anatolica, 2007, vol. 33.
- Soysal O., Süel A. The Hattian-Hittite Foundation Rituals from Ortaköy (II–III).